# Alternaria juxtiseptata
Alternaria juxtiseptata är en svampart som beskrevs av E.G. Simmons 2002. Alternaria juxtiseptata ingår i släktet Alternaria och familjen Pleosporaceae.   Inga underarter finns listade i Catalogue of Life.